# Platerodrilus
Platerodrilus — рід жуків з родини червонокрилів (Lycidae), безкрилі самки яких відомі як «жуки-трилобіти».

## Етимологія назви
Вживана раніше латинська родова назва Duliticola походить від назви гори Дуліт на острові Борнео (Саравак, Малайзія), де мешкають ці жуки.
Синоніми назви роду:
- Duliticola Mjoeberg, 1925
- Falsocalochromus Pic, 1942
- Platrilus Kazantsev, 2009
- Platerodriloplesius Wittmer, 1944

## Ареал
Південно-Східна Азія.

## Опис
Характерний яскраво виражений статевий диморфізм. Самки неотенічні (протягом всього життя володіють ознаками личинок), довжина — 50-80 мм, безкрилі. Зовні покриті великими пластинками, схожими з панциром трилобітів (звідси їх незвичайна англійська назва «Жук-трилобіт»). Самці в кілька разів менші (8-10 мм), мають звичайний вигляд (імаго). Гемолімфа отруйна. Самці деяких видів ще не відомі.

## Біологія
Самки зустрічаються у гнилій деревині, у лісовій підстилці, а самці зустрічаються на квітках, якими вони харчуються. У разі небезпеки жуки впадають у танатоз (прикидаються мертвими), самці при цьому відкривають свої надкрила.
Самці живляться квітами. Раніше ентомологами вважалося, що самки і личинки жуків цього роду харчуються деревиною, що гниє. Потім існувала думка, що основу раціону складають дрібні тварини та гриби. У 1996 році було встановлено, що за допомогою видозмінених мандибул, адаптованих тільки для смоктання, вони харчуються багатою мікро-фауною, що складається переважно з коловерток і найпростіших, присутніх в соках гнилої деревини.

## Систематика
Рід Platerodrilus Pic, 1921 був вперше виділений у 1921 році. У 2014 році чеськими ентомологами Міхалем Масеком і Ладіславом Боцаком (Michal Masek, Ladislav Bocak) була проведена ревізія групи, в ході якої були описані нові види, а раніше відомий таксон Duliticola синонімізований з родом Platerodrilus.
На основі геніталій і даних молекулярної біології рід розділений на три видові групи.
- P. paradoxus group
  - Platerodrilus foliaceus Masek & Bocak, 2014
  - Platerodrilus paradoxus (Mjöberg, 1925)
    - =Duliticola paradoxa Mjöberg, 1925[6][7]
- P. major group
  - Platerodrilus major Pic, 1921
  - Platerodrilus ngi Masek & Bocak, 2014
  - Platerodrilus wittmeri Masek & Bocak, 2014
- P. sinuatus group
  - Platerodrilus ijenensis Masek & Bocak, 2014
  - Platerodrilus luteus Masek & Bocak, 2014
  - Platerodrilus maninjauensis Masek & Bocak, 2014
  - Platerodrilus montanus Masek & Bocak, 2014
  - Platerodrilus palawanensis Masek & Bocak, 2014
  - Platerodrilus ranauensis Masek & Bocak, 2014
  - Platerodrilus sibayakensis Masek & Bocak, 2014
  - Platerodrilus sinabungensis Masek & Bocak, 2014
  - Platerodrilus sinuatus Pic, 1921 typus
  - Platerodrilus talamauensis Masek & Bocak, 2014
  - Platerodrilus tujuhensis Masek & Bocak, 2014
- Інші види 
  - Platerodrilus bicolor (Wittmer, 1966)
    - =Platerodriloplesius bicolor Wittmer, 1966

  - Platerodrilus crassicornis (Pic, 1923)
    - =Platrilus crassicornis (Pic, 1923)

  - Platerodrilus hirtus (Wittmer, 1938)
    - =Platrilus hirtus (Wittmer, 1938)

  - Platerodrilus korinchiana
  - Platerodrilus robinsoni Blair, 1928
  - Platerodrilus ruficollis (Pic, 1942)
    - =Falsocalochromus ruficollis Pic, 1942
    - =Duliticola hoiseni Wong, 1996[8]